# Sąd Najwyższy (Ukraina)
Sąd Najwyższy Ukrainy (ukr. Верховний Суд України) – naczelny organ władzy sądowniczej na Ukrainie.

## Kompetencje
Sąd Najwyższy Ukrainy powołany jest do:
1. Sprawowania nadzoru nad działalnością sądów powszechnych i wojskowych w zakresie orzekania – jest to tzw. nadzór judykacyjny;
2. Zwracania się do Sądu Konstytucyjnego o zbadanie konstytucyjności ustawy oraz o oficjalną interpretację Konstytucji i ustaw;
3. Sprawdzenia, czy postępowanie prezydenta Ukrainy mają oznaki zdrady lub przestępstwa;
4. Przeprowadzenia postępowania kontrolnego w przypadku skazania Ukrainy przez międzynarodową instytucję sądowniczą, której jurysdykcja jest uznawana przez Ukrainę, za naruszenia zobowiązań międzynarodowych;

## Organy Sądu Najwyższego Ukrainy
- Przewodniczący Sądu Najwyższego Ukrainy,
- Pierwszy Zastępca Przewodniczącego Sądu Najwyższego Ukrainy,
- Zastępca Przewodniczącego Sądu Najwyższego Ukrainy - Sekretarz Izby (dla każdej z Izb),
- Zgromadzenie Ogólne Sędziów Sądu Najwyższego,
- Zgromadzenie sędziów izby Sądu Najwyższego,

W Sądzie Najwyższym działa także:
- Naukowa Rada Doradcza

## Izby Sądu Najwyższego Ukrainy
- Cywilna
- Karna
- Handlowa
- Administracyjna

Do 2010 roku istniała również Izba Wojskowa.

## Sędziowie Sądu Najwyższego Ukrainy
Sędzia Sądu Najwyższego Ukrainy może być osoba, która pracowała co najmniej piętnaście lat jako śedzia lub jako sędzia Sądu Konstytucyjnego Ukrainy. Sędziowie wybierani są przez Radę Najwyższą Ukrainy na czas nieokreślony, a ich odwołanie z pełnienia funkcji następuje w wieku 65 lat lub przez Najwyższą Radę Sprawiedliwości. 

### Przewodniczący Sądu Najwyższego Ukrainy
Przewodniczący Sądu Najwyższego Ukrainy wybierany jest przez Zgromadzenie Ogólne Sędziów Sądu Najwyższego w tajnym głosowaniu. Kadencja trwa 5 lat, jednak może  zostać odwołany wcześniej gdy Zgromadzenie Ogólne Sędziów Sądu Najwyższego uchwali wotum nieufności. 
Przewodniczący Sądu Najwyższego Ukrainy kieruje pracami Sądu najwyższego, zwołuje i przewodniczy Zgromadzeniu Ogólnemu, przedstawia Zgromadzeniu Ogólnemu o działaniach sądu i monitoruje prace sędziów. Z urzędu jest członkiem Najwyższej Rady Sprawiedliwości.
Przewodniczący Sądu:
- Ołeksandr Jakymenko (24 sierpnia 1991 — listopad 1993)
- Heorhij Butenko (21 grudnia 1993 — 24 października 1994)
- Witalij Bojko (21 grudnia 1994 — 24 października 2002)
- Wasyl Maljarenko (11 listopada 2002 — 21 lipca 2006)
- Wasyl Onopenko (2 października 2006 — 29 września 2011)
- Petro Pyłypczuk (23 grudnia 2011 — 2013)
- Jarosław Romaniuk (od 17 maja 2013)

### Pierwszy Zastępca Przewodniczącego Sądu Najwyższego Ukrainy
Podobnie jak przewodniczący wybierany jest przez Zgromadzenie Ogólne Sędziów Sądu Najwyższego w tajnym głosowaniu. Kadencja trwa 5 lat, jednak może  zostać odwołany wcześniej gdy Zgromadzenie Ogólne Sędziów Sądu Najwyższego uchwali wotum nieufności.
Pełni on obowiązki Przewodniczącego podczas jego nieobecności.

### Zastępca Przewodniczącego Sądu Najwyższego Ukrainy
Zgromadzenie Ogólne Sędziów Sądu Najwyższego w tajnym głosowaniu wybiera również czterech Zastępców Przewodniczącego Sądu Najwyższego Ukrainy na  pięcioletnią kadencję z możliwością jej skrócenia. 
Zastępca Przewodniczącego Sądu Najwyższego Ukrainy jest Sekretarzem Izby, do której został wybrany. Jego zadaniem jest kierowanie i nadzorowanie pracami Izby oraz przewodzenie jej obradom.
W przypadku nieobecności Przewodniczącego i Pierwszego Zastępcy jeden z zastępców pełni ich obowiązki.

## Naukowa Rada Doradcza
Naukowa Rada Doradcza jest organem doradczym Sądu Najwyższego. Odpowiedzialna jest za sprawdzenie merytoryczne projektów uchwał Sądu Najwyższego.